# Suzuki LJ80

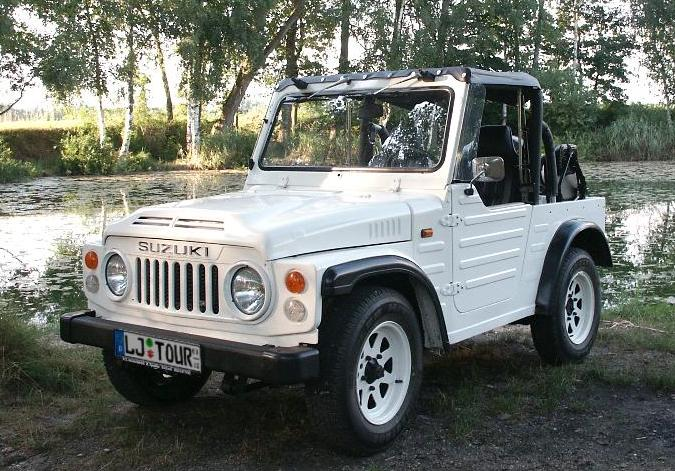
Suzuki LJ80 (1978–1982)

Der Suzuki LJ80 ist ein von 1978 bis 1982 gebauter Geländewagen der Kei-Car-Klasse des japanischen Automobilherstellers Suzuki.
Das ursprünglich für die australische Armee entwickelte Fahrzeug wurde in Deutschland erstmals auf der IAA 1979 präsentiert. Die für die zivile Verwendung überarbeitete Version LJ80 II gab es mit geschlossenem Stahldach, als Cabrio sowie mit Ladefläche; sie wurde innerhalb von drei Jahren über 15.000 Mal verkauft. Es gab ihn nur mit einem Vierzylinder-Ottomotor mit 797 cm³ und 39 PS (ab 1981 41 PS). In Deutschland wurde nur das Cabrio angeboten. Die Höchstgeschwindigkeit betrug 107 km/h.
In Deutschland wurde der Wagen bei der Markteinführung unter der Bezeichnung Eljot und Jipsy propagiert; allerdings mussten diese Modellnamen wegen Streitigkeiten mit den Rechteinhabern der Markennamen aufgegeben werden. Mit diesem Fahrzeug gelang Suzuki der internationale Durchbruch als Automobilhersteller.
Ein Mangel war allerdings die starke Rostanfälligkeit des Fahrzeugs. 1982 wurde der LJ vom Suzuki SJ abgelöst.

## Vorgängermodelle

### 1968: HopeStar ON 4WD
- Motor: Luftgekühlt, 2 Zylinder, 2-Takter (Mitsubishi ME24)
- Leistung: 21 PS bei 5500/min
- Max. Drehmoment: 31,4 Nm bei 3500/min
- Radstand: 1.950 mm
- Maße: 2.995 (L) × 1.295 (B) × 1.765 (H) mm
- Leergewicht: 625 Kilogramm
- Höchstgeschwindigkeit: 70 km/h

Wurde ursprünglich als Kei-Truck für Suzuki hergestellt und von der japanischen Hope Motor Company vertrieben. Es wurden nur 15 HopeStar-Modelle produziert.

### 1970–1972: LJ10
- Motor: luftgekühlt, 2 Zylinder, 2-Takter, Leistung: 24 PS bei 5.500/min Max. Drehmoment: 33,4 Nm bei 5.500/min
- Höchstgeschwindigkeit: 75 km/h
- Gewicht: 586 kg
- Kraftstofftank: 26L

Hubraum und Länge des Fahrzeugs wurden durch die japanischen Richtlinien reguliert, um den Wagen als Kei-Car einzustufen. Selbst das Reserverad wurde hinter den Sitzen angeordnet, um die Grenzwerte nicht zu überschreiten. Der LJ10 war nur als 3-Sitzer zugelassen.

### 1972: LJ20
- Motor: Wassergekühlt, 360 cm³, 2 Zylinder, 2-Takter
- Leistung: 26 PS bei 5.500/min
- Max. Drehmoment: 37,3 Nm bei 5.000/min
- Kraftstofftank: 26 L

Erstes zu exportierendes Suzuki 4 × 4-Fahrzeug. LJ20A-Modelle haben vorn je zwei Gelblichter (Parklicht und Blinker) auf jeder Seite.

### 1974: LJ50
- Motor: 539 cm³ 3 Zylinder, 2Takt
- Leistung: 35 PS
- Max. Drehmoment: 52 Nm bei 3.000/min
- Getriebe: 4-Gang
- Tank: 26L
- Maße (mm): 3.010 (L), 1295 (B)
- Bodenfreiheit: 237 mm
- Gewicht: 670 kg (Softtop) / 720 kg (Stahldach)

## 1980: LJ80-2
| Motor                                                     | Flüssigkeitsgekühlter Otto-Reihenmotor, vorne längs eingebaut, fünffach gelagerte Kurbelwelle, oben liegende Nockenwelle (Zahnriemenantrieb) |
| Gemischbereitung                                          | Vergaser |
| Bohrung × Hub                                             | 62,0 × 66,0 mm |
| Leistung                                                  | 30 kW (41 PS) bei 5.500/min |
| Max. Drehmoment                                           | 61 Nm bei 3500/min |
| Verdichtung                                               | 8,7:1 |
| Kraftstoff                                                | Normalbenzin |
| Kraftübertragung                                          | Hinterradantrieb, Allradantrieb zuschaltbar, Viergang-Schaltgetriebe mit Geländereduktion                                                    |
| Übersetzungsverhältnis mit Bereifung 6.00-16-4PR (Europa) | I:3,825, II:2,359, III:1,543, IV:1,000, R:4,206 Zwischengetriebe (Europa): Straße 1,563, Gelände 2,571; Achsantrieb 4,554                    |
| Fahrwerk                                                  | Vorn und hinten Starrachse an Blattfedern |
| Bremsanlage                                               | Trommelbremsen vorn und hinten; Feststellbremse auf Kardanwelle wirkend                                                                      |
| Reifen                                                    | 6,00 × 16 oder 195 × 15 |
| Karosserie                                                | Leiterrahmen mit aufgeschraubter Stahlblechkarosserie und Softtop, unten angeschlagene Heckklappe, 2 Türen, 4 Sitzplätze                     |
| Abmessungen, Gewichte:                                    | |
| Länge                                                     | 3.195 mm |
| Breite                                                    | 1.395 mm |
| Höhe                                                      | 1.845 mm |
| Radstand                                                  | 1.930 mm |
| Spurweite                                                 | 1.190/1.200 mm |
| Wendekreis                                                | 9,6 m |
| Leergewicht                                               | 800 kg |
| zul. Gesamtgewicht                                        | 1.140 kg |
| Anhängelast                                               | ungebremst 300 kg, gebremst 900 kg |
| Tankinhalt                                                | 40 Liter |
| Höchstgeschwindigkeit                                     | 107 km/h |